# Monorotaia di Seattle
La monorotaia di Seattle (in inglese Seattle Center Monorail) è una linea di monorotaia sopraelevata situata a Seattle, che si sviluppa per circa 2 km lungo la Fifth Avenue a Westlake Center da Seattle Downtown a Seattle Center sulla Lower Queen Anne. Viene dichiarata come l'unico sistema di trasporto di massa auto-sufficiente degli Stati Uniti e con i suoi 75 km/h come la monorotaia più veloce. La linea appartiene alla città ma viene gestita dall'azienda privata Seattle Monorail Services sin dal 1994. I treni della monorotaia hanno ottenuto la certificazione di storicità dal Seattle Landmarks Preservation Board il 16 aprile 2003.

## Storia

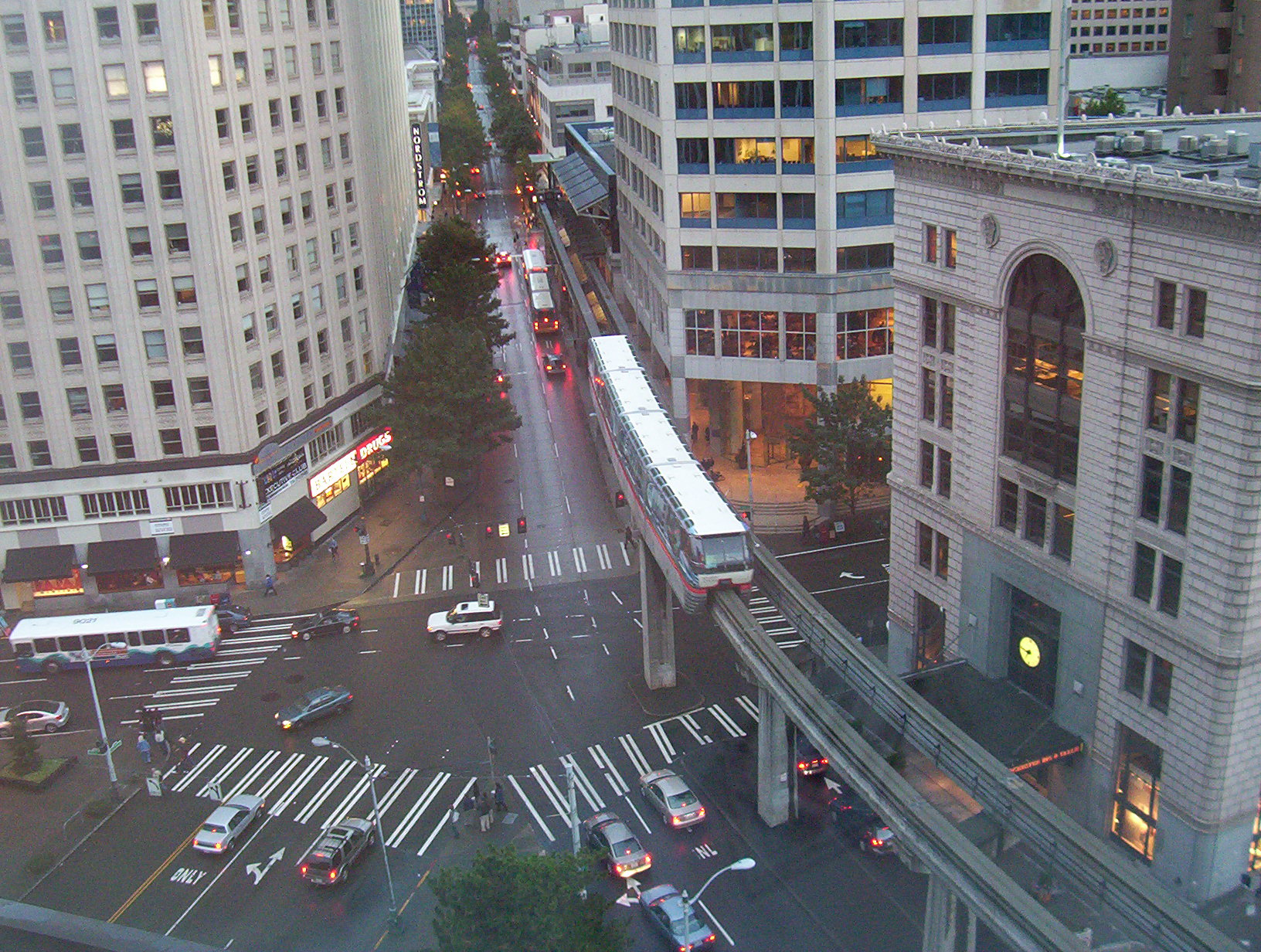
Vista aerea della monorotaia

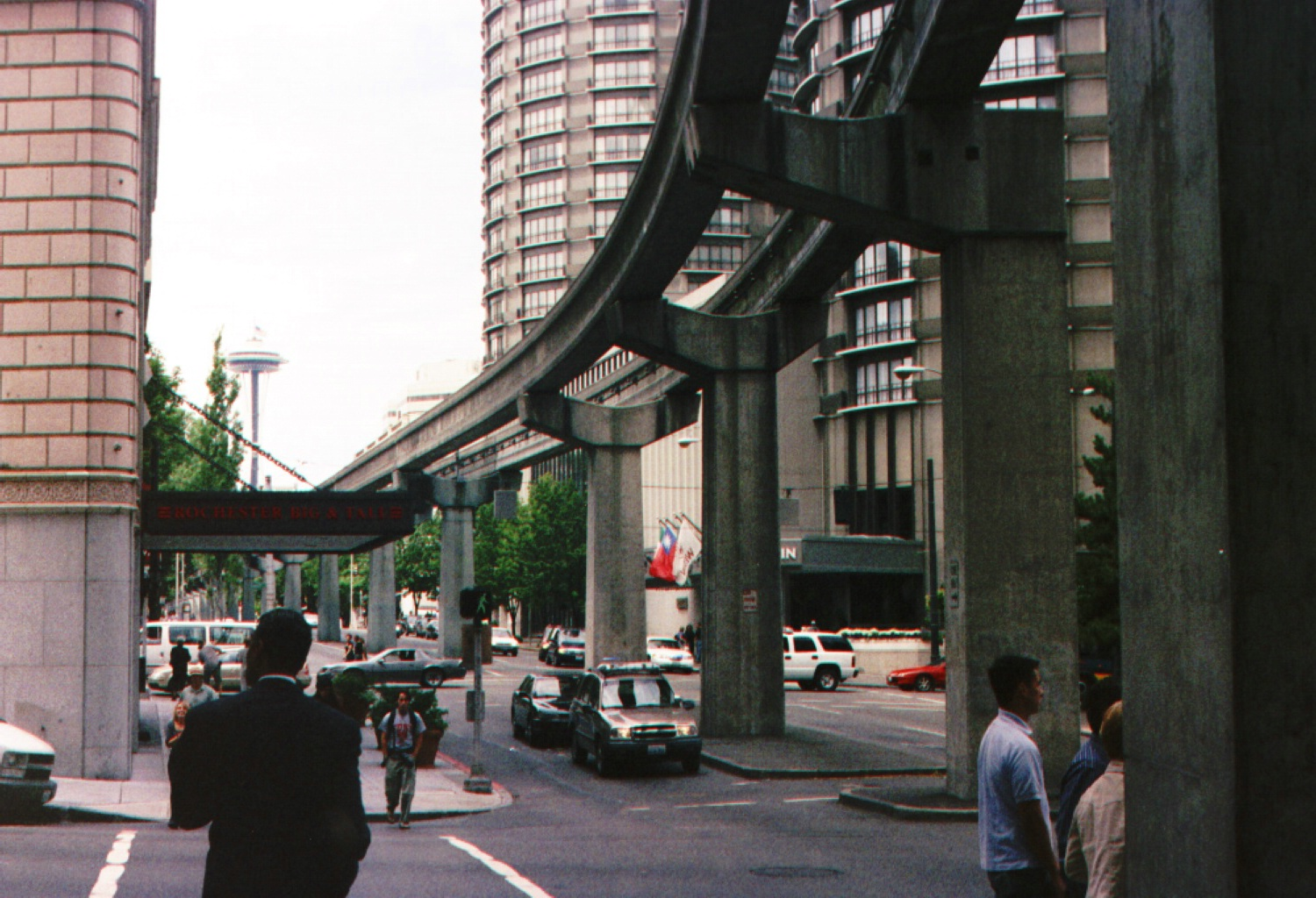
Le due rotaie della monorotaia con vista sullo sfondo dello Space Needle

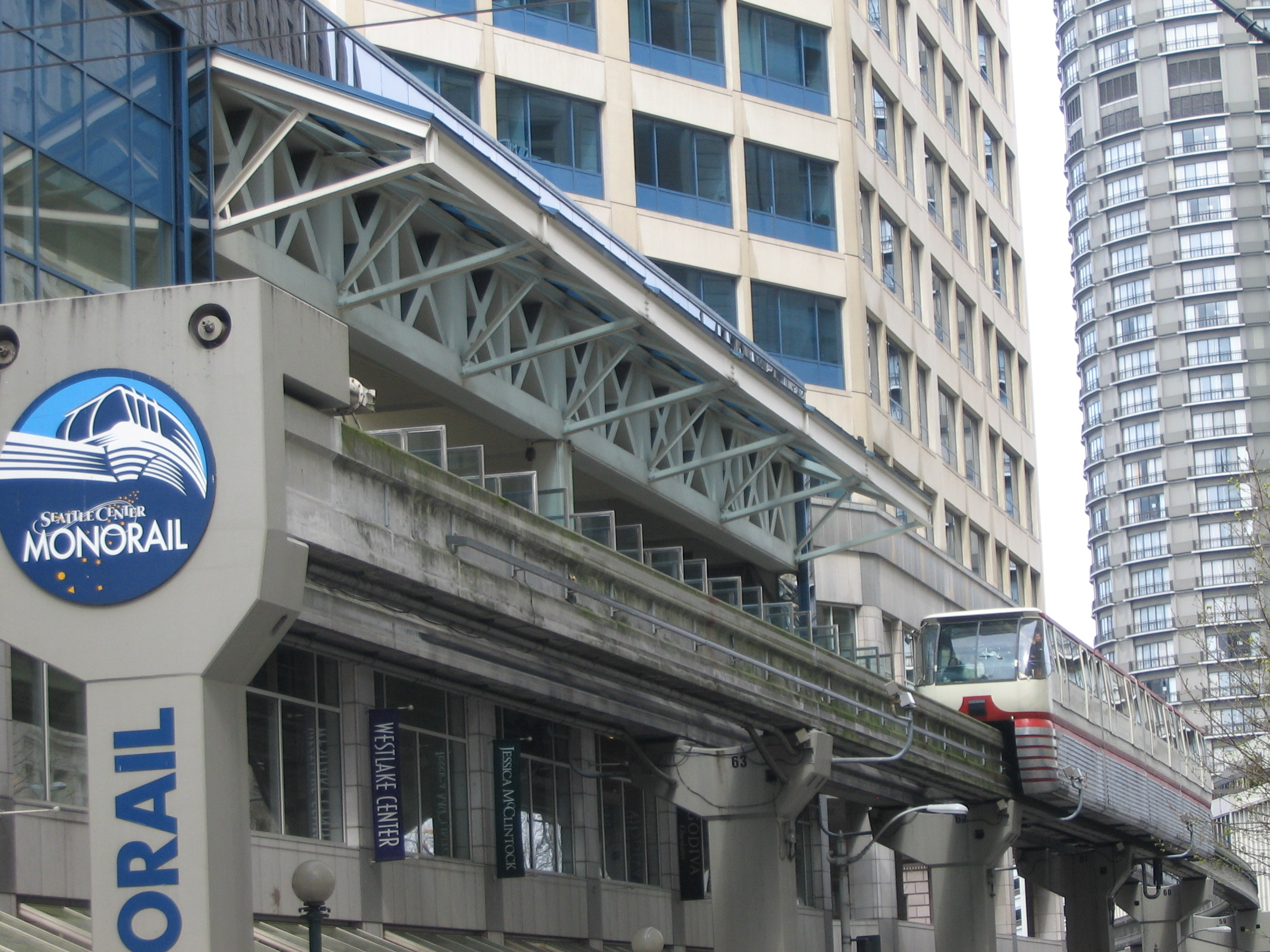
Il capolinea sud della monorotaia vicino al Westlake Center

Il costo per la costruzione della monorotaia fu di 3,5 milioni di dollari e venne inaugurata il 24 marzo del 1962 in occasione dell'Esposizione Internazionale della Fiera Mondiale. Otto milioni di passeggeri utilizzarono il servizio durante il semestre in cui la fiera internazionale è rimasta aperta; oggi annualmente si contano circa 2,5 milioni di passeggeri. La linea ed i treni sono stati costruiti dall'azienda tedesca ALWEG.

## Percorso
In origine il capolinea a sud era una grande stazione situata all'interno del Westlake Park che formava una copertura sopra al parco. Nel 1988 la stazione è stata spostata a nord con la creazione del centro commerciale Westlake Center. Per poter rientrare nell'architettura del centro commerciale i binari sono stati avvicinati lasciando lo spazio all'interno della stazione per un solo treno alla volta. La modifica tecnica ha aumentato i rischi di collisione che è realmente avvenuta nel 2005.
La stazione della monorotaia di Westlake ha un ascensore che porta fino alla Westlake Station del Downtown Seattle Transit Tunnel una fermata della linea ferroviaria Central Link
Nella zona nord della linea l'edificio Experience Music Project è stato progettato in modo tale che la monorotaia passi attraverso di esso nel suo percorso verso il terminal.

## Servizio
La monorotaia di Seattle è gestita da un'azienda privata, il Seattle Monorail Services (SMS), che ha ricevuto l'onere della gestione dal comune nel giugno del 1994. I profitti operativi, che possono arrivare a 750000 $ annui negli anni migliori, vengono divisi tra il comune e l'SMS.
Il servizio è operato tutti i giorni. I treni partono ogni 10 minuti dalla stazione del Seattle Center verso Westlake Center Mall, presso Fifth and Pine Street. Ogni corsa impiega circa due minuti per percorrere il percorso lungo quasi 2 km. Ogni treno può trasportare fino a 450 passeggeri. La monorotaia utilizza il servizio a due treni durante eventi ed avvenimenti speciali, con partenze ogni cinque minuti o meno.
Una corsa andata e ritorno costa 4 $ per gli adulti, 1,50 $ per bambini di età compresa tra i 5 e i 12 anni, 2 $ per gli over 65, per i disabili (con la tessera d'invalidità regionale) e per persone con certificato medico. Il costo della sola andata è la metà della corsa completa, bambini di età inferiore a 5 anni non pagano.

## Potenziale demolizione
Nel novembre del 2002 gli elettori di Seattle approvarono la costruzione di una nuova linea di monorotaia di 23 km, la Linea Verde, che doveva essere la prima di cinque linee di monorotaie che avrebbero dovuto attraversare la città. La prima apertura parziale del servizio era previsto per il 2007, mentre l'apertura totale era prevista per il 2009. A causa del percorso scelto da Queen Anne a Downtown, la monorotaia esistente si sarebbe dovuta demolire durante i lavori di costruzione della nuova linea. Il progetto della Linea Verde è stato cancellato grazie ad un voto pubblico nel novembre del 2005 dopo che sono state sollevate delle preoccupazioni circa il suo piano di finanziamento.

## Incidenti

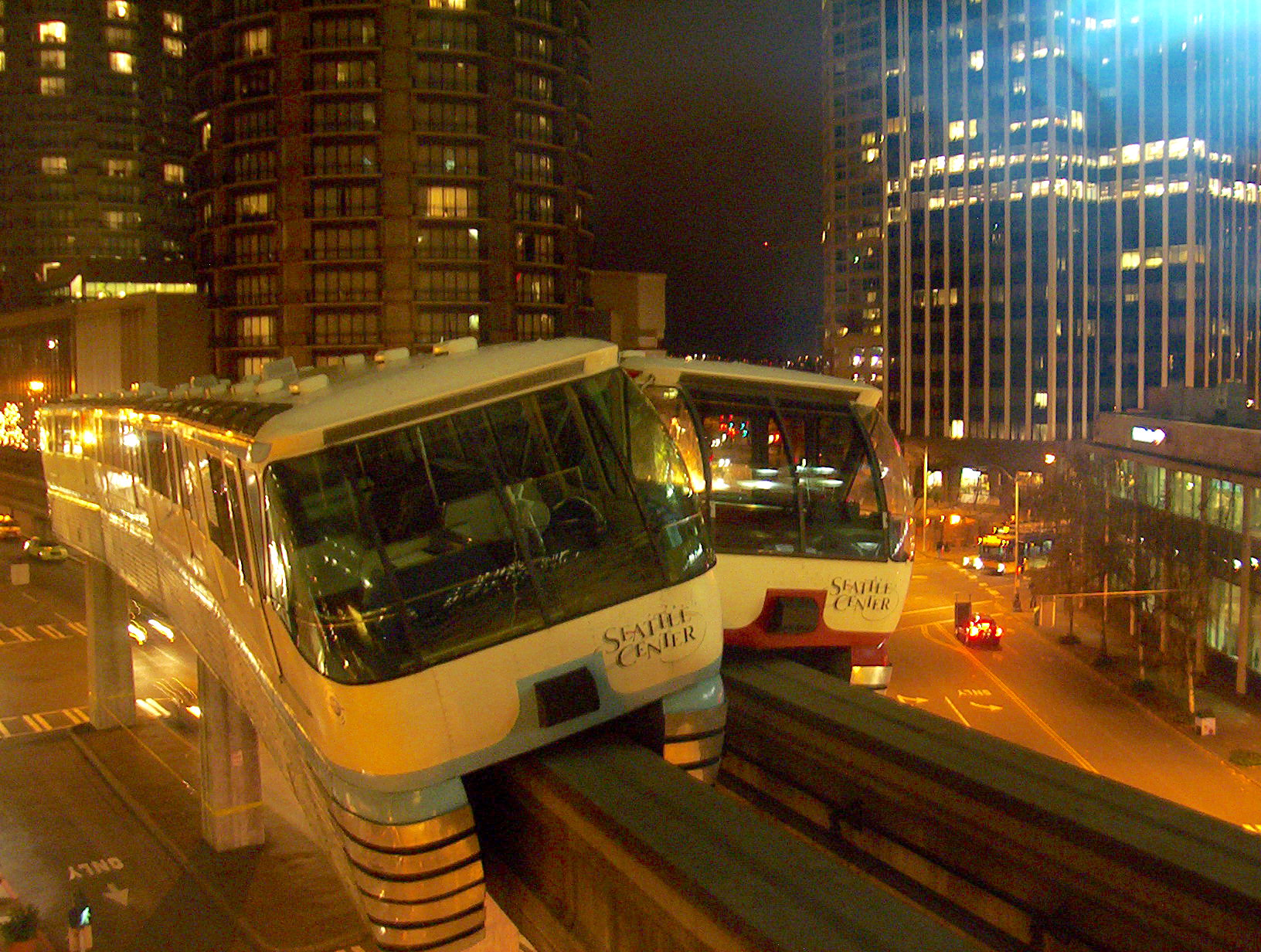
Dopo la collisione del 2005, il treno sulla destra stava entrando in stazione e avrebbe dovuto dare la precedenza

Il 25 luglio 1971 la rottura del freno del treno rosso ha causato un forte urto contro i blocchi posti alla fine dei binari presso la stazione del Seattle Center causando il ferimento di 26 passeggeri.
Il 31 maggio 2004 scoppiò, a bordo della monorotaia che trasportava 150 persone, un incendio. Nessuno rimase ucciso, cinque passeggeri furono trasportati all'ospedale, nessuno di essi con ustioni. La linea rimase chiusa fino al 16 dicembre dello stesso anno, quando il servizio venne riattivato con uno dei due treni (il treno rosso modificato per le emergenze in caso di incendio) operativo.
Il 26 novembre 2005 i due treni si sono scontrati in una curva, una porta è stata divelta, vetri distrutti e detriti sono caduti sui passeggeri. Due persone sono state portate in ospedale con lievi ferite; nessun altro è rimasto ferito seriamente. La progettazione scadente e la disattenzione degli autisti sembra siano state le cause dell'incidente. Nel 1988, infatti, lo spazio tra i binari è stato ridotto nella zona sud della linea per fare spazio al nuovo Westlake Center.
La monorotaia è stata riaperta l'11 agosto 2006, ma è stata subito colpita da problemi due giorni dopo, quando il treno blu si è fermato poco prima di entrare all'interno della stazione del Seattle Center e un altro guasto è stato riscontrato il 19 agosto bloccando 200 passeggeri nel treno blu nell'esatto punto del precedente guasto della settimana prima. La monorotaia rimase chiusa per quasi tre mesi per essere sicuri che tutti i problemi fossero stati risolti, il servizio è stato ripristinato l'8 novembre del 2006.

## Dettagli tecnici

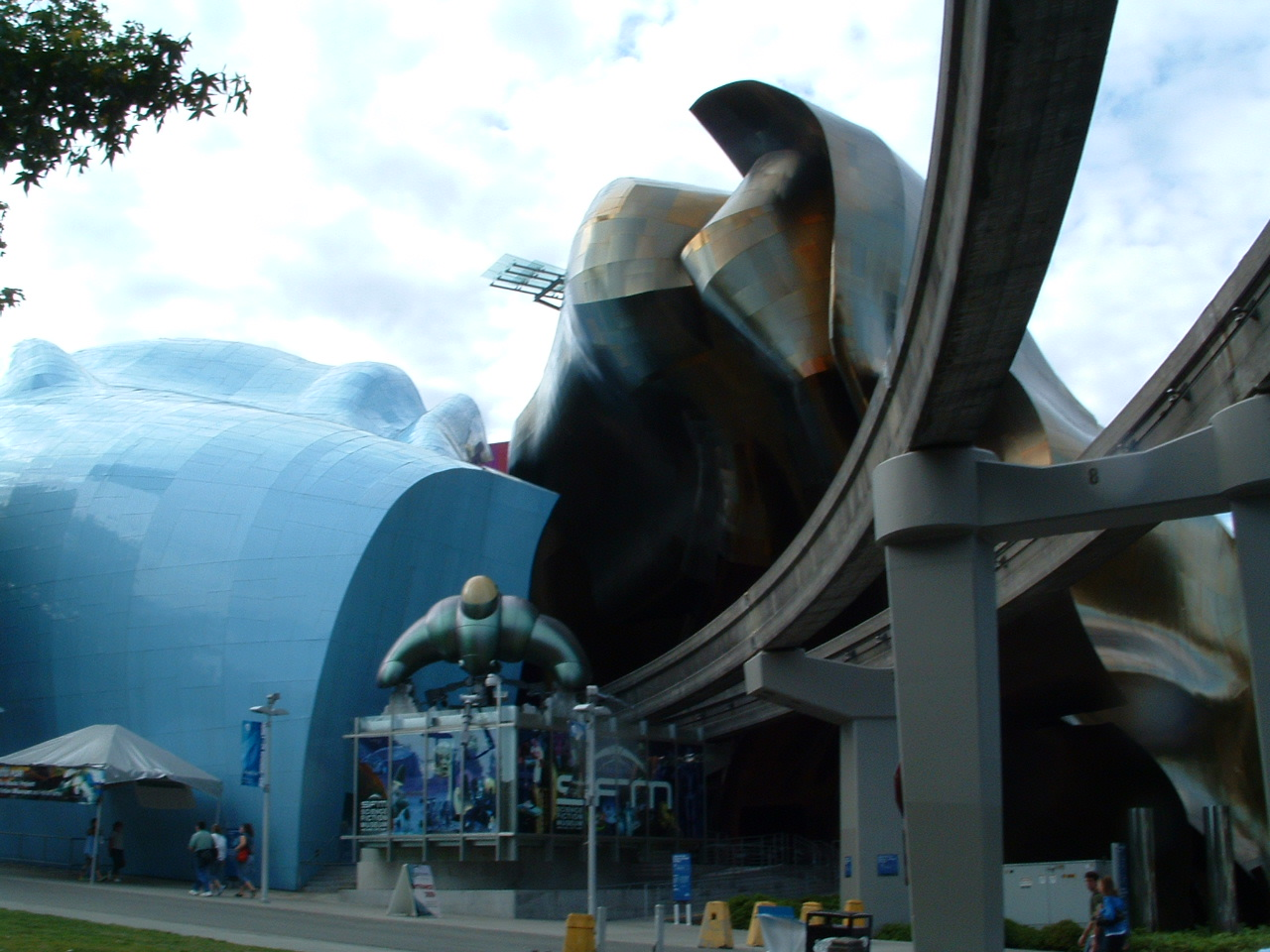
La monorotaia attraversa l'edificio dell'Experience Music Project.

La flotta consiste in due treni, uno per ogni rotaia parallela. Si tratta degli originali treni costruiti nel 1961 dalla ALWEG e vengono utilizzati dall'apertura del 1962.
Ogni treno è dotato di quattro motori da 750 cavalli ciascuno della DC Motors che funzionano a 700 V. Questi assorbono solitamente fino a 700 A. I motori sono guidati da un controller meccanico che aggiusta la loro posizione ed il numero di resistori nel circuito. I motori ruotano in un differenziale standard per camion, con un lato bloccato e l'altro che scorre con la ruota motrice, ricoperta da uno pneumatico standard per camion.
La corrente elettrica viene trasportata attraverso due rotaie elettrificate che si trovano sui lati della trave centrale.
La monorotaia utilizza freni dinamici per velocità superiori ad 20 km/h e freni a tamburo per velocità inferiori.